# 원자 반지름

원자 반지름은 원자핵에서 가장 바깥 궤도의 전자까지의 거리를 말한다.
1. 원자 반지름을 정의하는 방법은 a. 공유 반지름과 b. 반데르발스 반지름 두 가지가 있다.

a. 공유 반지름
공유 반지름은 동일한 원자로 구성된 단원자분자가 공유결합을 하고 있을 때 인접한 두 원자핵 사의 거리의 반이다. 비금속 원소의 경우 이원자 분자를 형성할 수 있다. 따라서 비금속 원소는 그 원자를 포함한 여러 공유 결합 화합물에서 결합 길이를 측정하여 공유 결합 반지름을 결정한다. 공유 결합 화합물의 결합 길이는 보통 X-선 회절 결정법과 마이크로파 분광법으로 측정한 값을 사용한다.
금속 원소에 대한 원자 반지름은 공유 결합 반지름과 비슷한 방법으로 고체 금속 결정에서 금속 결합을 하고 있는 이웃한 두 금속 원자 사이의 거리로부터 구한다.

b. 반데르발스 반지름
반데르발스 반지름은 공유결합을 하고 있지 않은 두 원자가 서로 결합하지 않고 최대한 가까이 접근했을 때 두 인접한 원자들 간의 거리의 반이다.
반데르발스 반지름은 네덜란드의 물리학자 반데르발스의 이름에서 유래한 것으로, 이 반지름은 비결합 원자들 사이에 반데르발스 상호작용이 있음을 암시한다. 반데르발스 반지름은 분자 결정에서 비결합 원자 사이의 접촉 거리에 대한 결정학 데이터 또는 기체의 임계 부피, 몰굴절도, 편극률 등을 이용하여 결정한다.
일반적으로 주어진 원소의 반데르발스 반지름은 공유 결합 반지름보다 크다. 이는 전자구름 사이에 작용하는 반발력으로 설명할 수 있다. 원자가 공유 결합할 때는 전자구름의 겹침이 일어나는데, 이 때문에 반발력이 크게 작용하지 않는다. 하지만 서로 결합하지 않는 원자들이 인접하는 경우에는 전자구름 사이에 강한 반발력이 작용해 거리가 상대적으로 매우 멀어진다.
2. 원자 반지름의 주기적 경향
원자 번호가 증가할 때 원자 반지름이 변화하는 주기적 경향은 다른 원소 성질들의 주기성과 마찬가지로 원자의 전자껍질 구조와 유효 핵전하 개념으로 설명할 수 있다.
주기율표의 주어진 주기에서 원자 번호가 증가할수록 원자의 핵전하는 증가하지만 추가되는 전자에 의한 가리움 효과는 그만큼 증가하지 않는다. 유효핵 전하는 핵전하에서 가리움 효과를 뺀 값이다. 따라서 유효 핵전하는 증가하고 전자는 원자핵에 더 강하게 끌리게 되어 원자 반지름은 작아진다.

주기율표의 주어진 족에서 아래로 내려갈수록 원자 반지름이 커지는 것은 주로 오비탈의 주양자수가 증가하며 더 큰 전자껍질이 추가되기 때문이다. 새 전자껍질이 더해질 때 원자 반지름이 확 커지는 것은 각 주기의 맨 끝에 있는 비활성 원소와 그다음 주기의 알칼리 금속 원소의 원자 반지름을 비교해 보면 확인이 가능하다.

전이 금속 원소의 경우 주어진 주기에서 원자 번호가 증가할 때 원자 반지름이 작아지는 정도가 비교적 작다. 전이 금속 원소에서 원자 번호가 증가할 때 추가되는 전자는 가장 바깥 껍질이 아닌 안쪽 껍질로 들어간다. 예를 들면, 4주기 전이 금속 원소에서 전자는 최외각 껍질인  오비탈이 아니라 내부 오비탈로 들어간다
그 이유를 알기 위해 먼저 다전자 원자의 오비탈 에너지 준위를 살펴보자.
1s<2s<2p<3s<3p<4s<3d<4p...
원자번호가 증가할수록 전자는 에너지 준위가 낮은 오비탈부터 쌓음의 원리에 따라 채워지게 된다.
이 때문에 4주기 전이 원소에서 전자는 최외각 껍질인 N 껍질에 채워지는 게 아니라, 에너지 준위 차이 인해 M 껍질에 채워지게 된다.

따라서 같은 주기에서 원자번호가 커질수록 전이 원소의 유효 핵전하의 증가가 그리 커지지 않는다.

## 참고 자료
Raymond Chang 일반화학
https://www.scienceall.com/원자반지름atomic-radius/ 보관됨 2022-06-25 - 웨이백 머신

## 같이 보기
- 공유 반지름
- 보어 반지름
- 반데발스 반지름